# Franka Rolvink Couzy

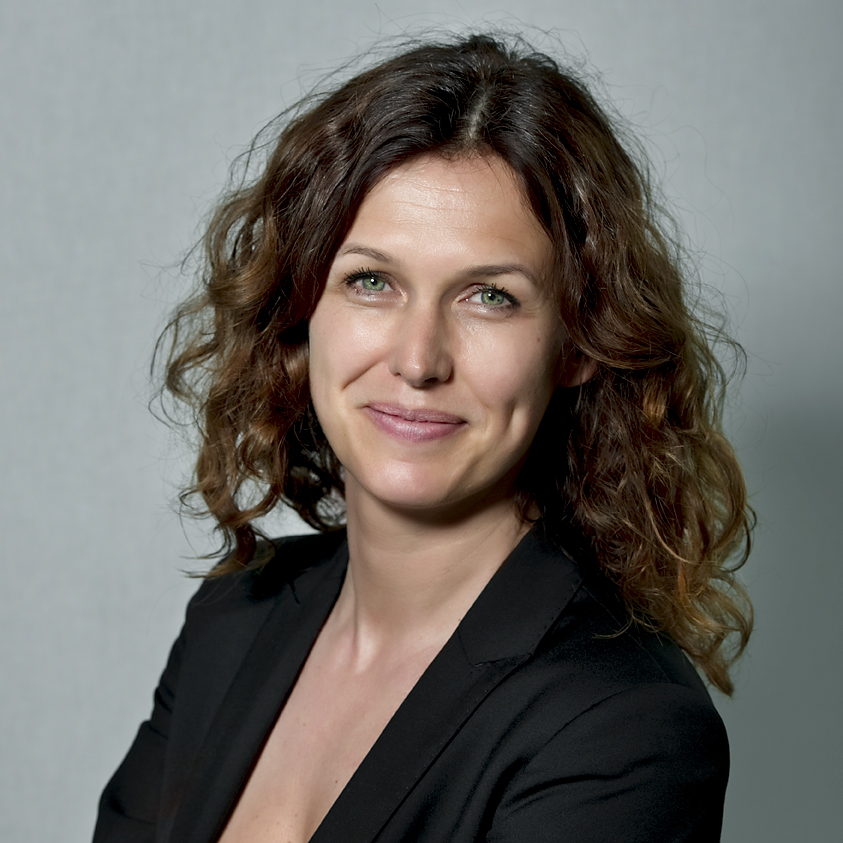
Franka Rolvink Couzy

Franka Rolvink Couzy is een Nederlandse expert in leiderschap en strategische veranderingen. Ze werkt vanuit haar bedrijf JOMO Change  met het senior management van grote bedrijven, zoals onder meer BMW FS, ABN AMRO, Bol en VodafoneZiggo. Daarnaast geeft ze les aan de Vrije Universiteit aan postgraduate masterstudenten en schrijft ze over leiderschap voor MTSprout.  
Van 2017 tot medio 2022 werkte ze als Head Sector Research bij ABN AMRO. Tot 2017 was Franka journalist. Vanaf 2004 voor Het Financieele Dagblad, waar ze van 2012 tot 2015 chef redactie was. In die periode voerde ze de digital first strategie voor het journalistieke aanbod in bij het dagblad. 
Ze is de schrijfster van twee boeken. Superluisteren, een boek voor managers in het bedrijfsleven, de politiek en de zorg. En het kinderboek De Geldfabriek. Ze is diverse keren op televisie gezien bij onder andere: Beleggen International, In Zaken van RTLZ en Goedemorgen Nederland. Franka heeft tijdens de coronatijden online vragen beantwoord voor studenten over geld voor Quote samen met Sander Schimmelpenninck (hoofdredacteur van Quote).
Franka is getrouwd met Michiel Couzy, hoofdredacteur Het Parool. 